# Миронов, Андрей Яковлевич
Андрей Яковлевич Миронов (12 июня 1896 года, Казань — 13 марта 1949 года, Тула) — советский военачальник, полковник (1939).

## Начальная биография
Андрей Яковлевич Миронов родился 12 июня 1896 года в Казани.
Работал в Казани на фабрике Алафузова, а с 1914 года — на государственном пороховом заводе.

## Военная служба

### Первая мировая и гражданская войны
В июле 1915 года призван в ряды Русской императорской армии и направлен в 4-й запасной пулемётный батальон, дислоцированный в Ораниенбауме, а затем переведён в учебную пулемётную команду в Бердичеве, которую окончил в декабре 1916 года и в чине младшего унтер-офицера направлен в Красноставский 244-й пехотный полк (61-я пехотная дивизия), после чего принимал участие в боевых действиях на Румынском фронте. В ноябре 1917 года А. Я. Миронов убыл в отпуск и в чине старшего унтер-офицера в декабре демобилизован, после чего вернулся в Казань и затем вновь работал на пороховом заводе.
В июле 1918 года Казань была занята воинскими соединениями Чехословацкого корпуса, в результате чего А. Я. Миронов был мобилизован КОМУЧем и направлен в Омск рядовым на вооружённом пароходе в составе морской бригады войск А. В. Колчака.
В ноябре 1919 года перешёл на сторону РККА, назначен на должность командира взвода в составе 267-го стрелкового полка (30-я стрелковая дивизия), после чего принимал участие в боевых действиях против войск под командованием Г. М. Семёнова и В. О. Каппеля.
В мае 1920 года направлен на учёбу в 9-ю Иркутскую пехотную школу, после окончания которой в феврале 1922 года направлен в 108-й стрелковый полк (36-я стрелковая дивизия), в составе которого служил на должностях помощника начальника и начальника пулемётной команды и в период с 1923 по 1924 годы принимал участие в ликвидации бандформирования под руководством Шадрина в районе Сретенска и Нерчинска.

### Межвоенное время
С 1924 года продолжил службу в составе 108-го стрелкового полка на должностях командира пулемётной роты и командира батальона.
В октябре 1927 года Миронов направлен на учёбу на курсы «Выстрел», после окончания которых в августе 1928 года направлен в дислоцированный в Чите 106-й Сахалинский стрелковый полк в составе 36-й стрелковой дивизии, где служил на должностях командира батальона, начальника полковой школы и начальника штаба полка. В период с июля по октябрь 1929 года принимал участие в боевых действиях на КВЖД.
В апреле 1931 года назначен на должность начальника штаба 86-го стрелкового полка в составе 29-й стрелковой дивизии (Белорусский военный округ), дислоцированного в Вязьме, а в период с июля по октябрь 1937 года исполнял должность командира 2-го парашютного полка. В октябре 1938 года назначен на должность начальника курсов младших лейтенантов при этой же дивизии, 1 апреля 1939 года — на должность командира 86-го стрелкового полка, 19 августа того же года — на должность командира 319-го стрелкового полка, в феврале 1940 года — на должность начальника Пуховичских курсов усовершенствования командного состава, в декабре — на должность командира 368-го резервного стрелкового полка (Белорусский военный округ), а в апреле 1941 года — на должность заместителя командира 205-й моторизованной дивизии (14-й механизированный корпус, 4-я армия).

### Великая Отечественная война
С началом войны дивизия начала участвовать в боевых действиях в районе Бреста в ходе приграничных сражений, а в районе Белостока попала в окружение, в котором была уничтожена. После выхода из окружения полковник А. Я. Миронов был направлен в Сибирский военный округ, где 28 августа назначен на должность командира 384-й стрелковой дивизии, формировавшейся в городе Ишим. После завершения формирования в ноябре дивизия была передислоцирована в Архангельский военный округ, а А. Я. Миронов назначен на должность командира 44-й отдельной стрелковой бригады, формировавшейся в Красноярске. 27 ноября дивизия прибыла на Западный фронт, где была включена в состав 1-й ударной армии, после чего принимала участие в боевых действиях на яхромском, солнечногорском и шаховском направлениях в ходе битвы за Москву, а со 2 февраля 1942 года — против демянской группировки войск противника, в ходе которых 2 марта полковник А. Я. Миронов был тяжело ранен, после чего лечился в госпитале.
С 17 октября 1942 года находился в распоряжении Главного управления кадров НКО и в июле 1943 года назначен на должность начальника Тульского пулемётного училища. С 21 апреля 1944 года А. Я. Миронов находился в резерве Ставки Верховного Главнокомандования и учился на курсах усовершенствования высшего начальствующего состава при Высшей военной академии имени К. Е. Ворошилова, после окончания которых направлен на 1-й Белорусский фронт, где 10 февраля 1945 года назначен на должность командира 10-й запасной стрелковой дивизии.

### Послевоенная карьера
После окончания войны находился на прежней должности в составе Группы советских войск в Германии. С января 1946 года находился в распоряжении Военного совета данной группы войск и в марте назначен на должность командира 248-й стрелковой дивизии.
31 октября 1946 года вышел в запас. 
Умер 13 марта 1949 года в Туле.

## Награды
- Орден Ленина (21.02.1045);
- Два ордена Красного Знамени (03.11.1944, 03.06. 1945);
- Орден Отечественной войны 1 степени (22.02.1944);
- Медали.